# 矢嵜雄大
矢嵜 雄大（やざき ゆうた、1980年4月8日 - ）は、東京都出身の柔道家。得意技は大内刈、寝技。妻は同じ柔道家の茂木仙子。

## 略歴
柔道は8歳の時に始めた。中学からは柔道私塾の講道学舎に入塾するも、練習に耐えられず僅か1ヵ月で地元へ戻った。千葉県の東深井中学から柏市の流通経済大学付属柏高等学校へ進むと、東京オリンピック中量級金メダリストである岡野功の指導を受けて寝技を得意にしていった。1年から3年連続でインターハイに出場すると、3年次には90kg級で優勝を果たした。世界ジュニアでも優勝を飾った。高校卒業後は明治大学に進学し、団体戦で棟田康幸と共にポイントゲッターとして活躍したほか、個人戦でも全日本ジュニア選手権を連覇し、世界ジュニア選手権・全日本学生体重別選手権でも優勝する等の好成績を残した。
大学卒業後は了徳寺学園柔道部に籍を置き、2003年に世界選手権に出場したほか、講道館杯・全日本選抜体重別選手権で多数の優勝・入賞を果たし、斎藤制剛や泉浩らと共に長く90kg級の第一人者として活躍。2009年より階級を1つ下げ、81kgとなった。その後、2011年には富士学苑中学校・高等学校の教員となると、妻とともに柔道部を指導することになり、2015年の世界ジュニア57kg級で優勝した舟久保遥香を育てた。また、教え子の渡辺聖未が所属するフィリピン女子ナショナルチームの監督も兼任している。2019年8月にはエースの黒田亜紀などの活躍により、女子では史上2校目となる高校団体3冠(全国高校選手権、金鷲旗、インターハイ)を達成した。その後9月には、練習中に上級生2名が下級生に暴力を加えたことを容認したとして、全柔連が矢嵜に対して6か月に渡る指導者資格停止処分を下した。なお、学校側は暴力行為を否定しており、日本スポーツ仲裁機構や東京地方裁判所に処分の無効を訴える予定だという。その後、上級生は傷害容疑で富士吉田警察署により書類送検されたが、不起訴処分となった。2020年7月からは透明性を高めるために、Zoomを利用して道場での練習風景を保護者に公開するようになった。2025年4月からは富士学苑高校柔道部のみならず、三井住友海上女子柔道部の監督も兼任することになった。

## 大会成績
- 1998年　インターハイ優勝、全日本ジュニア優勝、世界ジュニア優勝
- 1999年　全日本ジュニア優勝
- 2000年　全日本学生体重別優勝、世界学生体重別優勝
- 2001年　講道館杯2位
- 2002年　アジア大会優勝、日本国際優勝、全日本選抜体重別優勝
- 2003年　世界選手権3回戦敗退、嘉納杯優勝、フランス国際3位、トレトリ国際優勝、アジア選手権優勝、全日本選手権5位、全日本選抜体重別優勝
- 2004年　ドイツ国際優勝、全日本選抜体重別3位、講道館杯2位
- 2005年　全日本選手権5位、講道館杯3位
- 2006年　ドイツ国際2位、カナダ国際2位、全日本選抜体重別2位、講道館杯2位、全日本実業優勝
- 2007年　グルジア国際優勝、講道館杯3位、全日本実業優勝
- 2008年　講道館杯3位、全日本実業3位
- 2009年　全日本選抜体重別3位、講道館杯5位、全日本実業優勝

(出典、JudoInside.com)

## その他
- 2003年の世界選手権では髪を赤く染めて出場した。「自分が最も力を出せる色。柔道界の古い体質に一石を投じる意味もある」と理由を語った。その後、全柔連でその点が問題視されて、日本代表としてふさわしい品位、身だしなみを求めるガイドラインが作成される契機となった[3][13]。
- グラップリングの大会にも出場経験があり、2000年1月に行われたアブダビコンバット98kg未満級の日本予選では優勝を収めた。なお、アブダビコンバット本選には柔道に専念するため出場を辞退している[14]。

## 書籍
- 「まったく新しい柔道の寝技の教科書」ベースボール・マガジン社 2022年 ISBN 4583114222

## DVD
- 力強い選手を育てる 富士学苑女子柔道部の最新トレーニング　ティアンドエイチ株式会社　2017年